# Heinrich Hartwig (Politiker)

Heinrich Hartwig

Heinrich Hartwig (* 4. Juli 1875 in Oppeln; † 4. Juni 1945 ebenda) war ein deutscher Politiker (Zentrum).

## Leben und Wirken
Nach dem Besuch der Volksschule in Oppeln erlernte Hartwig als Sohn eines alteingesessenen Messerschmiedemeisters den Beruf seines Vaters. Später gehörte er zeitweise dem Militär an, bevor er zur weiteren Ausbildung nach Dresden, Hamburg, Frankfurt am Main, Nürnberg, Wien und Budapest ging. 
1903 ließ Hartwig sich in Oppeln nieder, wo er die Firma Gebrüder Hartwig (Stahlwaren) gründete, deren Alleininhaber er später wurde. Von 1914 bis 1918 nahm Hartwig als Angehöriger der Geheimen Feldpolizei am Ersten Weltkrieg teil.
1924 wurde Hartwig Vorsitzender des katholischen kaufmännischen Vereins in Oppeln. Ferner war er Vorstandsmitglied des Gaues Oberschlesien in der katholischen kaufmännischen Vereinigung Deutschlands und Vorsitzender der Gesellenprüfungskommission bei der Handwerkskammer Oppeln.
Von Mai 1928 bis Juli 1932 saß Hartwig als Abgeordneter für die katholische Zentrumspartei im Reichstag der Weimarer Republik.
Hartwig starb kurz nach Kriegsende 1945 in polnischer Gefangenschaft.
Heute erinnert unter anderem eine nach ihm benannte Straße in Neumünster (Heinrich-Hartwig-Straße) an sein Leben und Wirken.